# NGC 6740
NGC 6740 (również PGC 62675 lub UGC 11388) – galaktyka spiralna (Sb), znajdująca się w gwiazdozbiorze Lutni. Odkrył ją Albert Marth 28 czerwca 1864 roku.